# Hans Mezger
Hans Mezger (Besigheim, Baden-Wurtemberg, 18 de noviembre de 1929-10 de junio de 2020) fue un ingeniero automovilístico alemán. Conocido por su trabajo en Porsche.

## Biografía
Mezger nació en Besigheim, Baden-Württemberg. Se graduó de la Universidad de Stuttgart en 1956 con un Diploma de Ingeniería, y fue directamente a trabajar al departamento de desarrollo de Porsche Works 1. Su primer proyecto fue trabajar en el tren de válvulas del motor Carrera diseñado por Fuhrmann. En 1959 se trasladó al departamento de diseño para trabajar en el motor tipo ocho plano 753 para el monoplaza Porsche 804 de Fórmula 1.
Durante los siguientes 35 años participó en el programa de F1 de la década de 1960, asumió el liderazgo de diseño para el primer motor de producción Porsche 911 y fue líder de la famosa oficina de diseño de carreras de la década de 1960 que diseñó el modelo 917, un coche de más de cuatro litros de cilindrada que permitió a Porsche alcanzar su primer triunfo en Le Mans en 1970 y de reeditarlo el año siguiente. Mezger lideró el desarrollo de turboalimentación de Porsche con el 917/30 de 11.000 rpm y su aplicación al 911 Turbo.
Mezger fue responsable del motor TAG turbo fabricado por Porsche desde mediados de la década de 1980, que ganó múltiples campeonatos en la Fórmula 1en el chasis McLaren MP4/2.
Se retiró en 1994. Falleció a los noventa años el 10 de junio de 2020.

## Premio recibidos
- 1974: Premio Starley Premium, (Gran Bretaña) mejor conferencia del año, sobre el Porsche 917.[7]
- 1984: Premio Behind the Scenes (EE. UU.), por el desarrollo del TAG Motor de Fórmula 1.[7]
- 1984: Trofeo Colin Chapman (Italia), por el desarrollo del motor TAG Fórmula 1.[7]
- 1984: Premio Fürst Metternich (Alemania), por la trayectoria como técnico del automovilismo.[7]
- 1984: Premio Trophée de L'Exploit (Francia), por el desarrollo del motor TAG Fórmula 1.[7]
- 1984: Premio Caschi d'Oro (Italia), ganador del mundial de constructores de Fórmula 1.[7]
- 1985: Premio Profesor Ferdinand-Premio Porche (Austria), concedió por la Universidad Tecnológica de Viena, otorgado por el desarrollo del motor de combustión (es el único ganador de este galardón)[7]
- 1987 Medalla especial (Francia), concedida por el desarrollo del motor TAG Formula 1.[7]